# Kościół Santa Maria dei Servi w Sansepolcro
Kościół Santa Maria dei Servi – budowla sakralna, znajdująca się przy piazza Dotti w Sansepolcro, we Włoszech. Z pierwotnej świątyni ojców Serwitów, przybyłych do Sansepolcro w 1255, nic nie pozostało. Prawdopodobnie wznosiła się tam, gdzie obecnie znajduje się Teatr Dantego. Budowa obecnego kościoła została rozpoczęta w 1294, a konsekracji świątyni dokonano w 1382. Z tej budowli zachowały się jedynie zewnętrzne mury i trzy gotyckie okna. Obecne wnętrze budowli jest owocem całkowitej przebudowy w latach 1717–1727, kiedy to zbudowano sklepienie i kopułę oraz ozdobiono kościół stiukami. Zachowano jednak siedemnastowieczne ołtarze. Wzór absydy został wzięty z kościoła Santissima Annunziata z Florencji.
W świątyni znajduje się tryptyk z 1491, autorstwa Matteo di Giovanni, przedstawiający Matkę Bożą i czterech świętych. Pod ołtarzem głównym przechowywane jest ciało bł. Andrzeja z Sansepolcro, pochodzącego według tradycji z rodu Dotti. Jego kult został zaaprobowany przez Kościół w 1806.